# Paragorgiidae
Famille
Les Paragorgiidae sont une famille de cnidaires anthozoaires, des gorgones de l'ordre des Alcyonacea.

## Systématique
La famille des Paragorgiidae a été créée en 1916 par le zoologiste allemand Willy Kükenthal (1861-1922).

## Liste des genres
Selon World Register of Marine Species (9 octobre 2021) :
- genre Paragorgia Milne Edwards, 1857 -- 18 espèces
- genre Sibogagorgia Stiasny, 1937 -- 4 espèces

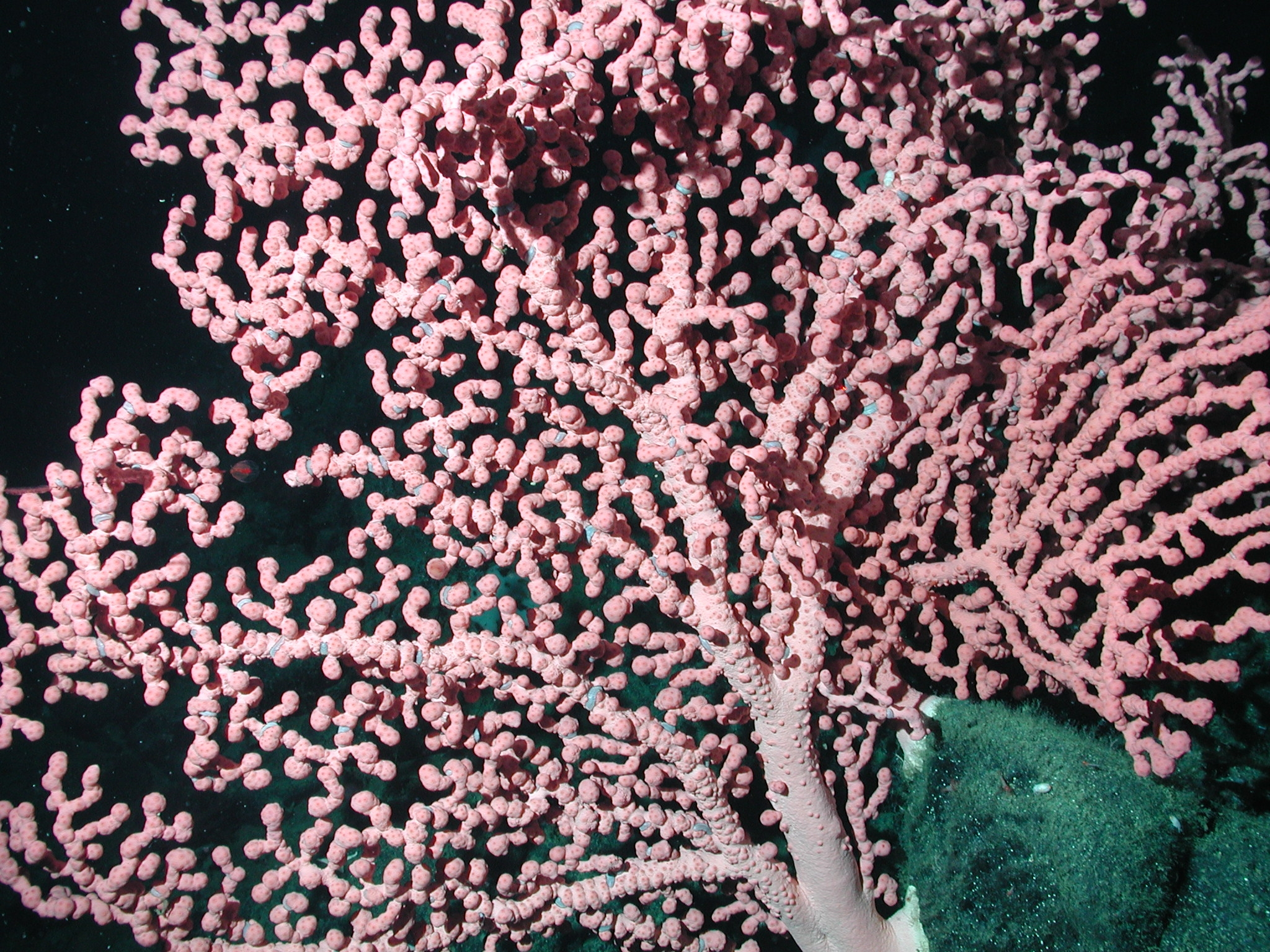
Paragorgia arborea.
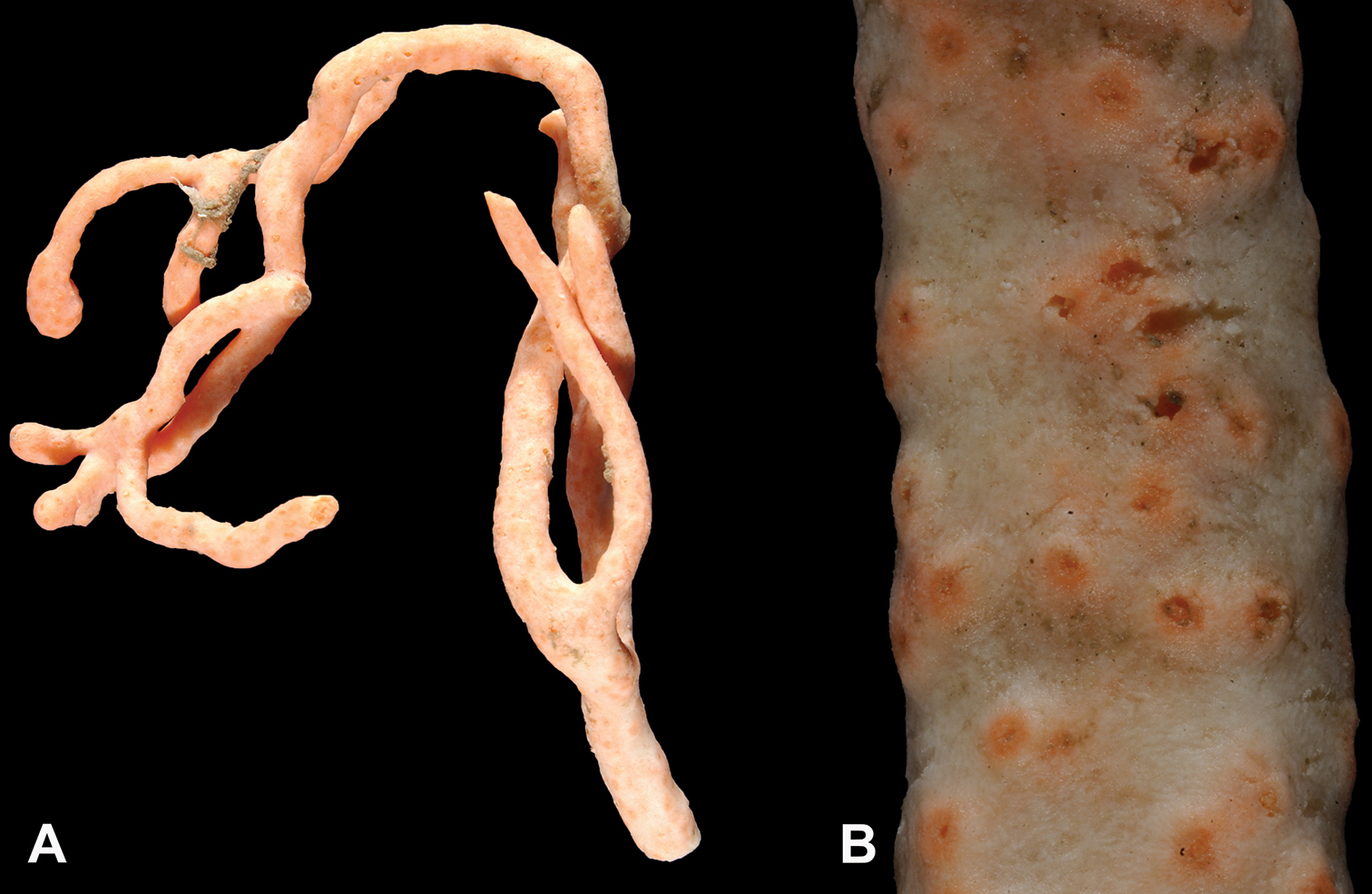
Sibogagorgia californica.